# We Sold Our Souls to Metal
«We Sold Our Souls to Metal» es un sencillo de la banda estadounidense Soulfly lanzado a comienzo de julio de 2015 por medio de la compañía discográfica Nuclear Blast.
Se trata de la primera canción del álbum Archangel, el décimo álbum de estudio. La producción estuvo a cargo de Matt Hyde, quien ya trabajó con las bandas Slayer, Children of Bodom, entre otras. El diseño de portada fue obra de Eliran Kantor, artista e ilustrador conocido por sus trabajos para Testament, Iced Earth, Sodom, entre otras.
Según Max Cavalera, voz principal de la banda, esta canción es una dedicatoria al heavy metal y sus seguidores: «Este vídeo con letra es una celebración de todas las formas del metal. ¡Esta canción fue escrita como un himno para los metaleros de todo el mundo! Reunimos imágenes y fotografías de nuestra tribu, mostrando cuán libre es realmente el espíritu del metal. ¡Respeto!».

## Personal
Miembros de la banda:
- Max Cavalera - líder, voz
- Marc Rizzo - guitarra
- Tony Campos - bajo
- Zyon Cavalera - batería